# Гугъл
 Тази статия е за компанията.  За търсачката вижте Гугъл търсачка.  За числото вижте Гугол.
Гугъл (на английски: Google LLC) е американска интернет и софтуерна корпорация със седалище в град Маунтин Вю, Калифорния.
Тя е дъщерна компания на Alphabet Inc., специализирана основно в търсенето в интернет, но притежаваща подразделения за изчисления в облак, електронна поща (Gmail), уеб приложения за географски карти, сканиране и архивиране в дигитален вид на книги и много други. Нейната мисия е „да организира световната информация и да я направи универсално достъпна и полезна за всеки“. Към 2019 г. Google има постоянно наети 114 096 служители. Компанията разполага с хиляди сървъри по света, които обработват ежедневно милиони заявки за търсене и около 1 петабайт потребителски данни всеки час.
Компанията е основана от американците Лари Пейдж и Сергей Брин (който е от руски произход), докторанти в Станфордския университет, и е свързана с взривообразното развитие на световната мрежа. Те се опитват да измислят ефикасен алгоритъм за машина за търсене на уеб страници по ключова дума и създават алгоритъма PageRank.. Фирмата е регистрирана като частна компания на 4 септември 1998 г.
 Оттогава Google продължава да се разраства непрекъснато чрез разработване на нови продукти, придобивания и партньорство с други компании. Основните си приходи Google получава от главната услуга, която предлага – Google Търсене – генериране на резултатите от търсене на текст в световната мрежа (търсачка). От 15 август 2015 г. главен изпълнителен директор (CEO) е Сундар Пичай (Sundar Pichai).
Доминиращата пазарна позиция на услугите, предлагани от Google, води до критика към компанията, свързана с проблеми, включващи неприкосновеност и тайна на личната информация, авторски права и цензура.

## Име
Името на Google представлява игра на думи и произхожда от думата „гугол“ (googol) – математически термин за число, представено с единица и 100 нули (10100).
Поради популярността на търсещата машина думата се налага и в английския език се появява неологизмът to google или to Google, означаващ „използване на търсачката на Google за намиране на информация в интернет“. Думата е добавена в Oxford English Dictionary и в Merriam-Webster.

## Лого
Текущото официално лого на Google се използва от 1 септември 2015 г. Компанията сменя логото си месец след мащабна реструктуризация. Новият логотип, както и по-рано, е продуктовият знак на компанията, но шрифтът е без засечки и с малко по-меки цветове, и изглежда по-съвременно. Логото е изпълнено в общ стил с логотипа на Alphabet Inc., компанията, „погълнала“ Google в началото на август 2015 г.
В празнични дни, в рождени дни на известни личности, при важни събития, като например Олимпийските игри, Google заменя логото си с така наричаните дудли (англ. doodle – небрежна рисунка, драскулка), представляващи илюстрации, анимации или даже малки игри, отнасящи се за даденото събитие. На 24 май 2011 г. Google заменя логото с дудъл, посветен на Деня на славянската писменост и на българската просвета и култура. На 22 март 2011 г. Google получава патент за „Google Doodle“.

## История

### Ранни години
Google започва през януари 1996 г. като изследователски проект на Лари Пейдж и Сергей Брин, когато и двамата са докторанти в Станфордския университет в Калифорния. Първоначално проектът включва неофициален „трети основател“, Скот Хасан, първоначалния водещ програмист, който пише голяма част от кода за оригиналната търсачка на Google, но той напуска, преди Google да бъде официално основана като компания; Хасан продължава кариерата си в роботиката и основава компанията Willow Garage през 2006 г.
Докато конвенционалните търсачки класират резултатите, като преброяват колко пъти думите за търсене са се появили на страницата, те теоретизират за по-добра система, която анализира връзките между уебсайтовете. Те наричат този алгоритъм PageRank; той определя релевантността на уебсайта по броя на страниците и важността на тези страници, които водят обратно към оригиналния сайт. Пейдж разказва идеите си на Хасан, който започва да пише кода за реализиране на идеите на Пейдж.
Пейдж и Брин първоначално наричат новата търсачка „BackRub“, тъй като системата проверява обратните връзки, за да прецени важността на даден сайт. Пейдж и Брин споменават Хасан, както и Алън Стеремберг, като критични за развитието на Google. Раджив Мотвани и Тери Уиноград по-късно в съавторство с Пейдж и Брин пишат първата статия за проекта, описваща PageRank и първоначалния прототип на търсачката на Google, публикуван през 1998 г. Ектор Гарсия-Молина и Джеф Улман също са цитирани като сътрудници на проекта. PageRank е повлиян от подобен алгоритъм за класиране на страници и сайтове, използван по-рано за RankDex, разработен от Робин Ли през 1996 г., като патентът за PageRank на Лари Пейдж включва цитиране на по-ранния патент на Ли RankDex; По-късно Ли продължава дейността си, като създава китайската търсачка Baidu.
В крайна сметка те променят името на Google; името на търсачката е игра на думи и идва от „googol“, числото 1, последвано от 100 нули, което е избрано, за да покаже, че търсачката е предназначена да предоставя големи количества информация.
Името на домейна www.google.com е регистрирано на 15 септември 1997 г. и компанията е учредена на 4 септември 1998 г. Базирана е в гаража на Сюзън Войчицки в Менло Парк, Калифорния. Крейг Силвърстайн, колега докторант в Станфорд, е нает като първи служител.
Първоначално Google е финансиран от инвестиция от 100 000 щ. д. от август 1998 г. от Анди Бехтолшейм, съосновател на Sun Microsystems, няколко седмици преди 7 септември 1998 г. – деня, в който Google е официално регистриран. Google получава пари от трима други ангелски инвеститори през 1998 г.: основателя на Amazon.com Джеф Безос, професора по компютърни науки в Станфордския университет Дейвид Черитън и предприемача Рам Шрирам. От тези първоначални инвеститори, приятели и семейство Google събира около 1 000 000 щ. д., което им позволява да отворят първия си магазин в Менло Парк, Калифорния.
След някои допълнителни малки инвестиции в периода от края на 1998 г. до началото на 1999 г., на 7 юни 1999 г. е обявен нов кръг от финансиране от 25 млн. щ. д. с големи инвеститори, включително фирмите за рисков капитал Kleiner Perkins и Sequoia Capital.

### Развитие
През март 1999 г. компанията премества офисите си в Пало Алто, Калифорния, който е дом на няколко видни стартиращи технологични компании от Силициевата долина. На следващата година Google започва да продава реклами, свързани с ключови думи за търсене, въпреки първоначалната опозиция на Пейдж и Брин срещу финансирана от реклама търсачка. За да се поддържа ненатоварен дизайн на страницата, рекламите са само текстови. През юни 2000 г. е обявено, че Google ще стане доставчик на търсачки по подразбиране за Yahoo!, един от най-популярните уебсайтове по това време, заменяйки Inktomi.
През 2003 г., след като сменя два други офиса, компанията наема от Silicon Graphics офис комплекса с адрес 1600 Amphitheatre Parkway в Маунтин Вю, Калифорния. Комплексът става известен като Googleplex, заиграване с думата googolplex, която е цифрата 1, последвана от нулите на googol. Три години по-късно Google купува имота от SGI за 319 млн. щ. д. По това време името „Google“ е намерило своя път в ежедневния език, което кара глаголът „google“ да бъде добавен към университетския речник на Merriam-Webster и Oxford English Dictionary, с определение: „използване на търсачката на Google за получаване на информация в Интернет." Първата употреба на глагола по телевизията се появява в епизод от октомври 2002 г. на Бъфи, убийцата на вампири.
Освен това през 2001 г. инвеститорите на Google почувстват необходимостта да имат силно вътрешно управление и се съгласяват да наемат Ерик Шмид като председател и главен изпълнителен директор на Google.

### Първично публично предлагане
На 19 август 2004 г. Google става публична компания чрез първично публично предлагане. По това време Лари Пейдж, Сергей Брин и Ерик Шмид се съгласяват да работят заедно в Google в продължение на 20 години, до 2024 г. Компанията предлага 19 605 052 акции на цена от 85 щ. д. за акция. Акциите са продадени в онлайн аукционен формат, използвайки система, изградена от Morgan Stanley и Credit Suisse, застрахователи на сделката. Продажбата на 1,67 млрд. щ. д. дава на Google пазарна капитализация от над 23 млрд. щ. д.
На 13 ноември 2006 г. Google придобива YouTube за 1,65 млрд. щ. д. в акции на Google, а на 11 март 2008 г. Google придобива и DoubleClick за $3,1 млрд., прехвърляйки на Google ценни отношения, които DoubleClick има с уеб издатели и рекламни агенции.
До 2011 г. Google обработва приблизително 3 млрд. търсения на ден. За да се справи с това натоварване, Google изгражда 11 центъра за данни по целия свят с няколко хиляди сървъра във всеки. Тези центрове за данни позволяват на Google да се справя по-ефективно с постоянно променящото се работно натоварване.
През май 2011 г. броят на уникалните посетители на Google месечно надхвърля един милиард за първи път.
През май 2012 г. Google придобива Motorola Mobility за 12,5 млрд. щ. д., което е най-голямото ѝ придобиване до момента. Тази покупка отчасти е направена, за да помогне на Google да придобие значителното патентно портфолио на Motorola за мобилни телефони и безжични технологии, за да помогне за защитата на Google в текущите си патентни спорове с други компании, главно Apple и Microsoft, и да му позволи да продължават да предлагат свободно Android.

### От 2012 г. нататък
През юни 2013 г. Google придобива Waze, сделка за 966 милиона щ. д.. Въпреки че Waze остава независима единица, социалните му функции, като например платформата за локация с краудсорсинг, според съобщенията са ценни интеграции между Waze и Google Maps, собствената услуга за картографиране на Google.
Google обявява стартирането на нова компания, наречена Calico, на 19 септември 2013 г., която ще се ръководи от председателя на Apple Inc. Артър Левинсън. В официалното публично изявление Лари Пейдж обяснява, че компанията за „здраве и благополучие“ ще се съсредоточи върху „предизвикателството на стареенето и свързаните с него заболявания“.
На 26 януари 2014 г. Google обявява, че се е съгласила да придобие DeepMind Technologies, лондонска частна компания за изкуствен интелект. Уебсайтът за технологични новини Recode съобщава, че компанията е закупена за 400 милиона щ. д., но източникът на информацията не е разкрит. Говорител на Google отказва да коментира цената. Покупката на DeepMind подпомага скорошния растеж на Google в общността на изкуствения интелект и роботиката.
Според годишния доклад на Interbrand за най-добрите глобални марки, Google е втората най-ценна марка в света (след Apple Inc.) през 2013, 2014, 2015 и 2016 г., с оценка от 133 милиарда щ. д.
На 10 август 2015 г. Google обявява планове за реорганизиране на различните си интереси като конгломерат на име Alphabet Inc.. Google става най-голямото дъщерно дружество на Alphabet и компанията чадър за интернет интересите на Alphabet. След завършване на преструктурирането Сундар Пичай става главен изпълнителен директор на Google, заменяйки Лари Пейдж, който става главен изпълнителен директор на Alphabet.
На 8 август 2017 г. Google уволнява служителя Джеймс Деймор, след като той разпространява бележка в цялата компания, в която се твърди, че пристрастността и „идеологическата ехокамера на Google“ замъгляват мисленето им за разнообразието и приобщаването и че биологичните фактори, а не само дискриминацията, карат средната жена да се интересува по-малко от мъжете за технически позиции. Главният изпълнителен директор на Google Сундар Пичай обвинява Деймор в нарушаване на фирмената политика, като „разпространява вредни джендерни стереотипи на работното ни място“, и той е уволнен в същия ден.
Между 2018 и 2019 г. напрежението между ръководството на компанията и нейните работници ескалира, тъй като персоналът протестира срещу решенията на компанията за вътрешен сексуален тормоз, за Dragonfly, цензурирана китайска търсачка, и за Project Maven, изкуствен интелект за военен дрон, които се разглеждат като области на приходи и растеж за компанията. На 25 октомври 2018 г. The New York Times публикува разкритието „Как Google защити Анди Рубин, „бащата на Android““. Впоследствие компанията обявява, че „48 служители са били уволнени през последните две години“ за сексуално неправомерно поведение. На 1 ноември 2018 г. повече от 20 хил. служители и изпълнители на Google организират глобално излизане, за да протестират срещу разглеждането на жалби за сексуален тормоз от страна на компанията. Съобщава се, че главният изпълнителен директор Сундар Пичай подкрепя протестите. По-късно през 2019 г. някои работници обвиняват компанията в отмъщение срещу вътрешни активисти.
На 19 март 2019 г. Google обявява, че ще навлезе на пазара на видеоигри, пускайки облачна платформа за игри, наречена Google Stadia.
На 3 юни 2019 г. Министерството на правосъдието на Съединените щати съобщава, че ще разследва Google за нарушения на антитръстовите правила. Това води до завеждане на антитръстов иск през октомври 2020 г. на основанието, че компанията е злоупотребила с монополно положение на пазарите на реклама за търсене и търсене.
През декември 2019 г. бившият оперативен директор на PayPal Бил Риди става новият търговски директор на Google. Ролята на Риди няма да е пряко свързана с Google Pay.
През април 2020 г., поради пандемията от COVID-19, Google обявява няколко мерки за намаляване на разходите. Такива мерки включват забавяне на наемането до края на 2020 г., с изключение на малък брой стратегически области, прекалибриране на фокуса и темпа на инвестициите в области като центрове за данни и машини, както и маркетинг и пътувания, които не са важни за бизнеса.
Прекъсванията на услугите на Google през 2020 г. нарушават работата на Google: едно през август, което засяга Google Drive и някои други, друго през ноември, засягащо YouTube, и трето през декември, засягащо целия пакет от приложения на Google. И трите прекъсвания са разрешени в рамките на часове.
През януари 2021 г. австралийското правителство предлага законопроект, който ще изисква от Google и Facebook да плащат на медийните компании за правото да използват тяхното съдържание. В отговор Google заплашва да затвори достъпа до своята търсачка в Австралия.
Съобщава се, че през март 2021 г. Google плаща 20 милиона щ. д. за Ubisoft портове в Google Stadia. Google похарчва „десетки милиони долари“, за да накара големи издатели като Ubisoft и Take-Two да пренесат някои от най-големите си игри в Stadia.
През април 2021 г. The Wall Street Journal съобщава, че Google управлява дългогодишна програма, наречена „Проект Бернанке“, която използва данни от минали рекламни оферти, за да получи предимство пред конкуренцията за рекламни услуги. Това е разкрито в документи относно антитръстовия иск, заведен от десет американски щата срещу Google през декември. През септември 2021 г. австралийското правителство обявява планове за ограничаване на способността на Google да продава насочени реклами, твърдейки, че компанията има монопол на пазара, което вреди на издателите, рекламодателите и потребителите.

## Услуги

### Google
Google Търсене е най-голямата търсачка в World Wide Web. Чрез различните си услуги Google получава над 200 милиона заявки всеки ден. На 30 декември 2005 г., след проучване сред потребителите на CNN, създаването на Google е обявено за най-значимото откритие на интернет. „Която и да е информация е на един Google разстояние.“ – този афоризъм (или не) описва най-точно значението му.

### Гугъл книги
Гугъл книги е услуга, която индексира и предоставя за ползване на потребителите на Google книжното наследство на човечеството. Тя е в експериментална фаза (бета версия), но вече може напълно да се използва. Google дигитализира и публикува онлайн каталог от книги и текстовете им в цялостен и частичен вид, съдържащ огромен брой томове от всички времена.
Когато се ползва английският интерфейс, независимо дали на адрес www.google.bg или www.google.com, то търсенето на книги е напълно интегрирано с уеб търсачката и връща евентуалните резултати в горната част на списъка с намерените сайтове, със специален символ, изобразяващ купчина книги. Търсенето е в целия текст на книгата.

### Google Изображения
Google Изображения е услуга, която търси изображения в уеб пространството. Ключовите думи за търсене са образувани от името на файла, текста на връзката към изображението и текста към изображението.
Резултатите от търсенето зависят от потребителските настройки. Най-много резултати се получават при английски интерфейс, търсене в страници на всички езици и нефилтриране на порнографията – отбелязва се SafeSearch Filtering – Do not filter my search results.
За търсенето на картинки филтрацията може да се изключи и при интерфейс на руски език. С интерфейс на български това не е възможно.

### Gmail
Gmail е уеб базиран пощенски клиент. Потребителите имат възможност да получават своите писма и от други локални клиенти. Това, както и други добавени функционалности прави услугата на Google доста популярна и удобна за ползване.

### Google+
Google+ е услуга за социална мрежа, която стартира на 28 юни 2011 г. Тя интегрира социални услуги като Google профили и Google Buzz, но и въвежда нови услуги като Circles (Кръгове), Hangouts (Терени), Sparks и Huddles.
През януари 2013 г. броят на активните потребители (такива, които ползват социалната мрежа поне веднъж месечно) на Google+ е 343 милиона души (25% от потребителите на интернет в света), като по този показател тя е втората най-популярна социална мрежа след Фейсбук.
Услугата прекратява работата си на 2 април 2019 г. за всички обикновени акаунти на Google, но поддръжката ще продължи за акаунтите G Suite.

### Гугъл Земя
Гугъл Земя е софтуерна програма за географска и спътникова информация с променлива резолюция, проектираща се върху виртуален глобус.

### Гугъл карти
Гугъл карти е услуга, която позволява разглеждане на карти, намиране на път между 2 точки и мн. др.

### Google Art Project
Google Art Project е онлайн платформа за достъп до изображения с висока резолюция на произведения на изкуството.

### iGoogle
iGoogle е услуга на Google, която представлява Ajax-базирана персонализирана начална страница, която може да бъде настройвана по желание на потребителя. Може да съдържа много приставки като календар, RSS потоци с новини, YouTube канали, часовници, цитат на деня, търсене на продукти в eBay, таймери и още много други. Прекратена е след ноември 2013 година.

### YouTube
Видеопорталът YouTube е закупен от Google на 10 ноември 2006 г. за сумата от 1,65 млрд. щ. д., което се превръща в най-скъпата покупка на Google дотогава. Въпреки покупката Google оставят 65-те служители на YouTube да работят самостоятелно.
През януари 2013 г. YouTube е четвъртата най-посещавана социална мрежа в света, като 21% от потребителите на интернет в света са активни потребители на YouTube (такива, които ползват YouTube поне веднъж месечно).

### Гугъл преводач
Гугъл преводач е сървърно приложение за машинен превод, което превежда между 58 различни езика. Различните браузъри имат добавки, които позволяват преводът да се извърши директно в браузъра. Могат да се превеждат и цели уебсайтове, както и по-големи документи. Софтуерът се базира на т.нар. corpus linguistics (набор от устойчиви словосъчетания), при който програмата „учи“ от професионално преведени документи, предимно от ООН и Европейския парламент. Колкото по-голяма е справочната база, толкова по-вероятно е преводът да е по-точен. Все пак преводът си остава машинен и затова е предвидена възможност потребителят да избере алтернативен или да предложи по-добър превод.

### Google Workspace
Google Workspace (познат преди като G Suite, а по-рано и като Google Apps) е облачна технология, стартирана на 28 август 2006 г. като „Google Apps for Your Domain“. Това е пакет от услуги:
- за комуникация – Gmail, Hangouts, Calendar и Google+;
- за съхранение на файлове – Drive;
- за сътрудничество – Docs, Sheets, Slides, Forms и Sites;
- платформа за разработка на приложения – App Maker;
- дигитална интерактивна бяла дъска;
- административен панел (Admin panel) и Vault за управление на потребителите и услугите, според плана на пакета.

## Придобивания
На 15 август 2011 г. Google обявява, че планира да закупи компанията Motorola Mobility (вж. Motorola) за 12,5 млрд. щ. д.. Осъществяването на сделката зависи от регулаторните органи в САЩ и Европа. На 22 май 2012 г. сделката е приключена. Google става собственик на Motorola Mobility, като сменя нейния CEO.